# Desembarco de Barcelona
El desembarco de Barcelona fue uno de los episodios de la Guerra de Sucesión Española, en el que fuerzas aliadas intentaron tomar la ciudad de Barcelona en 1704. 

## Antecedentes
Tras la muerte el 1 de noviembre de 1700 de Carlos II de España sin descendencia, Felipe de Anjou ocupó el trono de la Monarquía Hispánica según lo estipulado en el testamento del rey fallecido. Una de las primeras medidas que tomó fue destituir al virrey de Cataluña, Jorge de Darmstadt, por su vinculación con la Casa de Austria –que no le había reconocido como rey– y en abril de 1701 le expulsó de sus dominios.
Durante los tres años que había desempeñado el cargo de virrey de Cataluña, el príncipe de Darmstadt había alcanzado una gran popularidad gracias al apoyo que había dado a las reivindicaciones de las instituciones catalanas, como la de recuperar el control de la insaculación para designar a los miembros de la Diputación del General y del Consejo de Ciento, dos de los Tres Comunes de Cataluña, o intentar resolver el controvertido tema de los alojamientos de tropas en el Principado. También le había granjeado muchos apoyos la reclamación de más medios para defender Cataluña de los ataques franceses y la decisión de aumentar los aranceles de los tejidos de lana y de seda franceses para proteger la manufactura catalana. Llegó a asistir incluso a una de las reuniones de la «Academia de los Desconfiados», que agrupaba a los miembros de la élite catalana más firmes partidarios de la Casa de Austria, en un momento en que en la corte de Madrid se dilucidaba quién sería el sucesor de Carlos II.
El príncipe de Darmstadt, convertido en uno de los principales valedores de la causa del archiduque Carlos, le acompañó a Lisboa en marzo de 1704 y allí fue nombrado vicario de la Corona de Aragón, siendo destinado junto con el almirante George Rooke a bordo de la flota angloholandesa del Mediterráneo.
Mientras tanto en Cataluña el "partido austracista", con cuyos dirigentes Darmstadt mantenía contacto, iba ganando adeptos, especialmente por el rechazo a la política autoritaria y represiva emprendida por el nuevo virrey de Cataluña Francisco Antonio Fernández de Velasco y Tovar, chocando continuamente con la Conferencia de los Tres Comunes, lo que, al contrario de lo sucedido con Darmstadt, le había ganado la antipatía de los catalanes. Como Barcelona estaba estrechamente vigilada por los oficiales del virrey, el primer núcleo activo austracista surgió en el interior de Cataluña, en la Plana de Vich –de ahí el nombre que recibieron sus miembros de vigatans, apodo que luego se extendería al conjunto de los partidarios del Archiduque Carlos–. Los vigatans prepararon el ambiente para realizar un movimiento armado, persiguiendo a los felipistas y motejándolos de botiflers o gabachos, llegando incluso a retirar el retrato de Felipe V del ayuntamiento de Vich.

## El desembarco fracasa
El 27 de mayo de 1704, una escuadra de 30 barcos ingleses y 18 holandeses, comandados por el almirante George Rooke y con Jorge de Darmstadt al frente, se presentó ante Barcelona a la espera de que se produjera el alzamiento austracista de la ciudad. Pero los implicados en la sublevación fallaron y tampoco las instituciones catalanas actuaron, a pesar de sus simpatías por la causa del Archiduque, adoptando en cambio una actitud temerosa y servil ante el virrey. El virrey tuvo que solicitar la formación de la milicia de los gremios de Barcelona, la Coronela, con 3.700 hombres, para reforzar los setecientos infantes y ciento ochenta soldados de caballería de la guarnición, entre la ciudad y Montjuïc.
"Harto de esperar una respuesta y molesto por la ambigüedad de las instituciones catalanas [que se debatían entre una admiración incuestionable hacia Darmstadt y la fidelidad debida a Felipe V, máxime cuando la amenaza de represión por parte del virrey Velasco era incontrovertible], Darmstadt bombardeó la ciudad, desconcertando a sus partidarios". También ordenó que desembarcara un contingente de 2.600 soldados en la desembocadura del río Besós, pero esto tampoco logró disipar los temores de los austracistas y el alzamiento de la ciudad nunca se produjo, por lo que los soldados reembarcaron y la flota aliada abandonó las aguas de Barcelona.
Conocida la existencia de la armada aliada, el 22 de julio zarpaba de Tolón la escuadra borbónica de Luis Alejandro de Borbón con 51 navíos, 6 fragatas y 5 galeras al encuentro de George Rooke, pero no pudo evitar que en el viaje de regreso a Lisboa la escuadra aliada tomara Gibraltar.

## La escalada represiva del virrey Velasco
El virrey Velasco dedujo de unos documentos encontrados al austracista Josep Duran –que había sido uno de los enlaces del príncipe de Darmstadt– que era la Conferencia de los Tres Comunes, presidida por el deán y canónigo de Tarragona Buenaventura de Lanuça, «la oficina donde se formó la conspiración antecedente» y señalaba al brazo militar de Cataluña como «la parte más poderosa y dominante» de aquella. El virrey se excusó en «lo que le estrechan las Constituciones» y en la «benignidad del rey» para justificar no haber abortado a tiempo la conspiración austracista. Procedió entonces a encarcelar a muchos sospechosos, la mayoría de ellos miembros de la Conferencia de los Tres Comunes, entre los cuales se encontraban uno de los líderes del austracismo catalán, Narcís Feliu de la Penya, el jefe de los vigatans Jaume Puig de Perafita y miembros de las principales familias de la nobleza catalana, lo que hizo que muchos indecisos se decantaran ya claramente a favor del Archiduque, incrementándose así los miembros del "partido austracista" –todo lo contrario de lo que pretendía el virrey–. No pudo detener a una parte de los conjurados porque habían embarcado con Darmstadt rumbo a Lisboa –participando en la toma de Gibraltar–, donde se reunieron con el Archiduque. Velasco también ordenó requisar las estampas, efigies, cuadros e imágenes de Jorge de Darmstadt. La espiral represiva continuó al año siguiente, durante el cual fueron detenidos jueces de la Audiencia de Cataluña y miembros del Consejo de Ciento, así como el obispo de Barcelona Benet Sala Caramany. Finalmente el virrey Velasco ordenó la supresión de la Conferencia de los Tres Comunes.
En ese contexto de persecución del austracismo catalán se produjo la firma el 20 de junio de 1705 del famoso pacto de Génova entre el Reino de Inglaterra y Cataluña con el objetivo de derrocar a Felipe V y hacer rey al Archiduque Carlos, a cambio de mantener las leyes e instituciones catalanas. El problema fue que ese Pacto fue firmado entre un comerciante inglés (Crowe) y un grupo de caciques de Vich que nunca obtuvieron permiso alguno de ninguna autoridad catalana, esto es fue una decisión propia. De hecho tras los Tratados de Utrecht, el Parlamento inglés consideró que dicho pacto había sido hecho a sus espaldas, por personas del entorno de la reina Ana y sin su permiso. Por lo que se desentendió del "tema de los catalanes" tras una petición impostada de clemencia. 
Meses después de la firma del tratado, se produciría el Sitio de Barcelona (1705), que supuso la expulsión borbónica de Barcelona. 